# Postolin (wieś w województwie pomorskim)
Postolin (niem. Pestlin) – wieś w Polsce położona w województwie pomorskim, w powiecie sztumskim, w gminie Sztum, na Powiślu.

## Historia
W 1216 powołano parafię rzymskokatolicką w Postolinie. Wieś została lokowana w 1295 roku na prawie chełmińskim. Wieś królewska Postelin położona była w II połowie XVI wieku w województwie malborskim. 
Od 1772 pod administracją zaboru pruskiego trwającego do 1918 roku. Miejscowość po przegranym przez Polskę plebiscycie na Powiślu (w Postolinie oddano 83% głosów na Polskę) pozostawała w dwudziestoleciu międzywojennym silnym ośrodkiem polskości na terenie ówczesnych Niemiec. Działały tu polska szkoła i przedszkole oraz filia Związku Polaków w Niemczech. Wieś powróciła do Polski po II wojnie światowej.
W latach 1975–1998 miejscowość położona była w województwie elbląskim.

## Zabytki

### Kościół
- Kościół św. Michała i Matki Boskiej Szkaplerznej, gotycki, ceglany, zbudowany w poł. XIV w., rozbudowany w 1672 r., przebudowany (m.in. sklepienia) w latach 1867–1868. Halowy, z neogotycką wieżą frontową i trójbocznie zamkniętym prezbiterium[5][6].